# Гибралтар на Европском првенству у атлетици на отвореном 1974.
Гибралтар је учествовао на 11. Европском првенству на отвореном 1974 одржаном у Риму, Италија, од 2. до 8. септембра. Ово је било четврто Европско првенство на отвореном на којем је Гибралтар учествовао. Репрезентацију Гибралтара представљао је један такмичар који се такмичио у трци на 1.500 метара.
На овом првенству представник Гибралтара није освојио ниједну медаљу али је оборио један национални и један лични рекорд.

## Учесници
Мушкарци:
- Џон Чарвето — 1.500 м

## Резултати

### Мушкарци
| Атлетичар   | Дисциплина | Лични рекорд | Квалификације | Квалификације | Полуфинале | Полуфинале | Финале               | Финале       | Детаљи |
| Атлетичар   | Дисциплина | Лични рекорд | Резултат      | Место         | Резултат   | Место      | Резултат             | Место        | Детаљи |
| ----------- | ---------- | ------------ | ------------- | ------------- | ---------- | ---------- | -------------------- | ------------ | ------ |
| Џон Чарвето | 1.500 м    |              | 3:55,4 НР, ЛР | 10. у гр. 2   |            |            | Није се квалификовао | 27 / 27 (28) |        |